# Rede Tupi
Rede Tupi fue una cadena de televisión brasileña que funcionó desde 1950 hasta 1980. Fue la primera cadena de televisión que emitió en Brasil y en todo el hemisferio sur.
Operó en Brasil desde 1950 a 1980. Tras su desaparición, sus estaciones fueron adquiridas y repartidas entre los empresarios Silvio Santos y Adolpho Bloch, dando origen a las redes SBT y Manchete. Tras la desaparición de esta última, el espacio de la antigua Rede Tupí es ocupado por SBT y RedeTV!.

## Historia
El empresario y periodista Assis Chateaubriand impulsó la creación de la primera cadena de televisión de Brasil y de Sudamérica. Desde la sede editorial de Diários Associados, situada en São Paulo, el 18 de septiembre de 1950 comenzaron las emisiones de TV Tupi con el prefijo «PRF-3» en la frecuencia del canal 3 del VHF. La marca «TV Tupi» es un acrónimo del primer logotipo, un indio tupiniquim que se convirtió en el distintivo. Unos meses después, el 20 de enero de 1951, se inauguró la estación de Río de Janeiro a través del canal 6 del VHF.
Los primeros años sirvieron para investigar en la producción de contenidos. La gran mayoría de los presentadores procedían de la radio, por lo que tuvieron que adaptarse al nuevo medio. Tupi lanzó el primer programa de entretenimiento (Rancho Alegre), el primer informativo (Repórter Esso) y la primera novela brasileña de la historia, Sua vida me pertence, estrenada el 21 de diciembre de 1951 y que marcó el camino dentro de las telenovelas sudamericanas. Otro emblema fue TV de Vanguarda, en el que se representaban obras de teatro en directo.
El canal de São Paulo se trasladó en 1960 a la frecuencia 4 del VHF pues su segundo canal, TV Cultura, interfería en su señal.
El primer acontecimiento que la TV Tupi de São Paulo emitió en directo desde otra ciudad fue la inauguración de Brasilia, nueva capital federal, el 21 de abril de 1960. En esa época no existía la señal vía satélite, por lo que se recurrió a una solución creativa: contrataron tres avionetas (dos de las Fuerzas Aéreas y una de la VASP) que volaron en círculos para ofrecer la señal. Y en 1964 fue la segunda cadena del país en emitir en color, dos años después de Rede Excelsior.
TV Tupi fue líder de audiencia indiscutible en la década de 1950. Años después perdió esa condición ante nuevas cadenas como Rede Record y Rede Excelsior, aunque aún tuvo éxitos notables con las telenovelas O direito de nascer (1964) y Beto Rockfeller (1968). A la mayor competencia se sumaron los problemas económicos de Diários Associados, agudizados con la muerte de Assis Chateaubriand en 1968. Por último, TV Tupi aún no había establecido una red nacional de televisión eficaz para todas sus emisoras afiliadas.
La red nacional Rede Tupi se creó en 1972. Hubo una disputa sobre quién mandaría entre el canal 4 de São Paulo y el canal 6 de Río de Janeiro, ambas enfrentadas entre sí. Por eso se dividió la gestión en dos zonas: la estación carioca se quedó la zona norte y centro de Brasil, mientras que la paulista obtuvo los canales del sur y sudeste. En cuanto a la producción, São Paulo se encargaría de las telenovelas y Río del entretenimiento.
El reparto no solucionó las disputas porque cada canal seguía desarrollando su propia programación y no existía un estándar. Toda esta falta de coordinación, sumada a la crisis del propietario y la supremacía de Rede Globo, hundió por completo a Rede Tupi en una crisis financiera, agravada en octubre de 1978 tras un incendio en la sede de São Paulo que causó cuantiosos daños materiales, entre ellos la pérdida del nuevo equipamiento.

### Desaparición
Entre 1979 y 1980, se sucedieron múltiples conflictos laborales que terminaron con el cierre, en febrero de 1980, del departamento de ficción y el despido de 250 trabajadores. Ante el atraso de los salarios, en mayo de 1980 los empleados de São Paulo convocaron una huelga indefinida que un mes después fue apoyada por sus compañeros de Río de Janeiro.
El 16 de julio de 1980, el Gobierno federal no renovó ninguna de las concesiones de Rede Tupi, lo cual suponía la desaparición. El día después, tres ingenieros del Departamento Nacional de Telecomunicaciones entraron a la sede de São Paulo y cerraron el transmisor, así como también se clausuraron el resto de estaciones propias. Río de Janeiro continuó emitiendo hasta el 18 de julio; tras un comunicado del presentador Cévio Cordeiro, el emisor fue clausurado por las autoridades. Durante todo el día, apareció un mensaje sobreimpresionado en pantalla: «Até breve (hasta pronto), telespectadores amigos. Rede Tupi».
La medida tomada para cerrar Rede Tupi causó polémica entre la sociedad brasileña por el modo en que se hizo. Diários Associados demandó al Gobierno federal y en 1998 la justicia dictaminó que debía ser indemnizado porque la entrada a los emisores se hizo sin una orden judicial.
El hueco de Rede Tupi fue cubierto por dos nuevas redes de televisión, SBT (1981) y Rede Manchete (1983-1999), que se repartieron las frecuencias propias de Tupi. La infraestructura técnica y las sedes fueron adquiridas por el Grupo Abril, al cual se le otorgó una concesión en VHF, que posteriormente se lanzó la versión brasileña de MTV en 1989. En el caso de los trabajadores y actores, la mayoría pudieron incorporarse a las nuevas cadenas.

## Emisoras
- TV Tupi São Paulo (1950-1980)
- TV Tupi Rio de Janeiro (1951-1980)
- TV Brasília, Brasília (1960-1980)
- TV Piratini, Porto Alegre (1959-1980)
- TV Marajoara, Belém (1961-1980)
- TV Rádio Clube, Recife (1960-1980)
- TV Baré, Manaus (1971-1980)
- TV Itacolomi, Belo Horizonte (1955-1980)
- TV Industrial, Juíz de Fora (1964-1980)
- TV Borborema, Campina Grande (1966-1980)
- TV Itapoan, Salvador (1960-1980)
- TV Vitória, Vitória (1961-1980)
- TV Tibagi, Apucarana (1976-1980)
- TV Coligadas, Blumenau (1969-1970)
- TV Cultura, Florianópolis (1970-1980)
- TV Iguaçu, Curitiba (1976-1980)
- TV Brasil Oeste, Cuiabá (1979-1980)
- TV Esplanada, Ponta Grossa (1971-1980)
- TV Paraná, Curitiba (1960-1976)
- TV Coroados, Londrina (1963-1976)
- TV Sentinela, Óbidos (1978-1980)
- TV Uberaba, Uberaba (1972-1980)
- TV Goiânia, Goiânia (1963-1978)
- TV Goyá, Goiânia (1978-1980)
- TV Rio Preto, São José do Rio Preto (1971-1978)
- TV Sergipe, Aracaju (1971-1975)
- TV Equatorial, Macapá (1979-1980)
- TV Altamira, Altamira (1977-1980)
- TV Atalaia, Aracaju (1975-1980)
- TV Ceará, Fortaleza (1960-1980)
- TV Morena, Campo Grande (1970-1976)
- TV Acre, Río Branco (1974-1975)
- TV Amazonas, Manaus (1972-1975)
- TV Rondônia, Porto Velho (1974-1975)
- TV Ajuricaba, Manaus (1967-1974)
- TV Cultura, São Paulo (1960-1969)
- TV Clube, Teresina (1972-1974)
- TV Bauru, Bauru (1960-1980)
- TV Marabá, Marabá (1976-1980)
- TV Difusora, São Luís (1963-1968)
- TVE Maranhão, São Luís (1969-1975)
- TV Tropical, Londrina (1976-1979)
- TV Eldorado, Criciúma (1978-1980)
- TV Centro América, Cuiabá (1970-1976)
- TV Santos, Santos (1957-1960)